# Raymond Davis Jr.
Raymond Davis Jr. (Washington, 14 de outubro de 1914 — Blue Point, 31 de maio de 2006) foi um físico estadunidense.
Recebeu o Nobel de Física de 2002, por contribuições pioneiras à astrofísica, em particular pela detecção dos neutrinos cósmicos.

## Carreira
Davis passou a maior parte dos anos da guerra em Dugway Proving Ground, Utah, observando os resultados dos testes de armas químicas e explorando a bacia do Grande Lago Salgado em busca de evidências de seu predecessor, o Lago Bonneville.
Após sua dispensa do exército em 1946, Davis foi trabalhar no Laboratório Mound da Monsanto, em Miamisburg, Ohio, fazendo radioquímica aplicada de interesse da Comissão de Energia Atômica dos Estados Unidos. Em 1948, ele ingressou no Laboratório Nacional de Brookhaven, que se dedicava a encontrar usos pacíficos para a energia nuclear.
Davis relata que foi convidado a "encontrar algo interessante para trabalhar" e dedicou sua carreira ao estudo dos neutrinos, partículas que deveriam explicar o processo de decaimento beta, mas cuja existência separada não foi confirmada. Davis investigou a detecção de neutrinos por decaimento beta, o processo pelo qual um neutrino traz energia suficiente para um núcleo para transformar certos isótopos estáveis em radioativos. Como a taxa desse processo é muito baixa, o número de átomos radioativos criados em experimentos com neutrinos é muito pequeno, e Davis começou a investigar as taxas de outros processos além do decaimento beta que imitariam o sinal dos neutrinos. Usando barris e tanques de tetracloreto de carbono como detectores, Davis caracterizou a taxa de produção de argônio-37 em função da altitude e em função da profundidade no subsolo. Ele implantou um detector contendo átomos de cloro no reator Brookhaven em 1954 e mais tarde em um dos reatores no rio Savannah. Esses experimentos falharam em detectar um excesso de argônio radioativo quando os reatores estavam operando quando os reatores foram desligados, e isso foi considerado a primeira evidência experimental de que os neutrinos que causam a reação de cloro e os antineutrinos produzidos nos reatores eram distintos. Detectar neutrinos mostrou-se consideravelmente mais difícil do que não detectar antineutrinos. Davis foi o principal cientista por trás do experimento Homestake, o detector de neutrino radioquímico em grande escala que primeiro detectou evidências de neutrinos do sol.
Ele dividiu o Prêmio Nobel de Física em 2002 com o físico japonês Masatoshi Koshiba e o italiano Riccardo Giacconi por contribuições pioneiras à astrofísica, em particular para a detecção de neutrinos cósmicos, olhando para o problema do neutrino solar no Experimento Homestake. Ele tinha 88 anos quando recebeu o prêmio.

## Publicações selecionadas

### Principais publicações
- Davis, Raymond, Jr. (1953). «Attempt to detect the Antineutrinos from a Nuclear Reactor by the 37Cl (nu bar, e) 37Ar  Reaction». Physical Review. 97 (3). 766 páginas. Bibcode:1955PhRv...97..766D. doi:10.1103/PhysRev.97.766 – Non-detection of antineutrinos with chlorine
- Davis, Raymond, Jr. (1964). «Solar Neutrinos II, Experimental». Physical Review Letters. 12 (11). 300 páginas. Bibcode:1964PhRvL..12..300B. doi:10.1103/PhysRevLett.12.300 – Proposal for Homestake Experiment
- Cleveland, B. T.;  et al. (1998). «Measurement of the solar electron neutrino flux with the Homestake chlorine detector». Astrophysical Journal. 496: 505–526. Bibcode:1998ApJ...496..505C. doi:10.1086/305343 – final results of Homestake Experiment

### Outras publicações
- Davis, R. Jr. & D. S. Harmer. "Solar Neutrinos", Brookhaven National Laboratory (BNL), (December 1964).
- Davis, R. Jr. "Search for Neutrinos from the Sun", Brookhaven National Laboratory (BNL), Departamento de Energia dos Estados Unidos (through predecessor agency the Atomic Energy Commission, (1968).
- Davis, R. Jr. & J.C. Evans, Jr. "Report on the Brookhaven Solar Neutrino Experiment", Brookhaven National Laboratory (BNL), (September 22, 1976).
- Davis, R. Jr., Evans, J. C. & B. T. Cleveland. "Solar Neutrino Problem", Brookhaven National Laboratory (BNL), (April 28, 1978).
- Davis, R. Jr., Cleveland, B. T. & J. K. Rowley. "Variations in the Solar Neutrino Flux", Department of Astronomy and Astrophysics at University of Pennsylvania, Los Alamos National Laboratory (LANL), Brookhaven National Laboratory (BNL), (August 2, 1987).